# Chemins de fer du Territoire de Belfort
Pour un article plus général, voir Transports dans le Territoire de Belfort.
La Trouée de Belfort constitue un lieu de passage naturel entre le bassin versant du Rhin, donc l'Alsace, la Suisse alémanique (Bâle et Zurich) l'Allemagne du sud et la Bavière, et le bassin de la Saône et du Rhône, c’est-à-dire la Franche-Comté, la Bourgogne et le reste de la France, ainsi que la Suisse jurassienne et Bienne.
Une desserte ferroviaire y apparaît rapidement comme une nécessité commerciale et dès 1835, alors que le préfet du Haut-Rhin mène une enquête publique pour la construction d'un chemin de fer de Bâle à Strasbourg et les Belfortains s'inquiètent du risque de détournement de l'activité commerciale vers l'axe alsacien. Les élus de la ville de Belfort s'engagent alors dans une lutte d'influence pour qu'une halte ferroviaire soit créée à Belfort sur une liaison Bâle-Dijon ou Bâle-Paris.
En 1842, lorsque fut décidée la construction du réseau national de chemin de fer, se posa la question du passage d'un chemin de fer dans la Trouée de Belfort. Besançon et Montbéliard faisaient pression pour une liaison directe à Mulhouse sans passer par Belfort ; et Belfort de son côté, rappelait son rôle de forteresse défendant la frontière entre Vosges et Jura, et expliquait qu'il était indispensable que le chemin de fer soit contrôlé par le feu des canons de la forteresse, mais aussi de compenser les pertes de trafic qu'elle avait subies avec la mise en service du canal du Rhône au Rhin.
En 1852 fut attribuée à la compagnie Paris-Lyon la construction d'une ligne de Besançon à Belfort, permettant de rallier Dijon. Cette société est reprise en 1857 par la compagnie du Paris-Lyon-Méditerranée et la desserte de Belfort est inaugurée l'année suivante.
En 1853 fut accordée la concession de la ligne Paris-Belfort-Mulhouse à la Compagnie des chemins de fer de l'Est. La ligne est totalement achevée en avril 1858.
La jonction à Belfort de ces deux grandes lignes confirme l'importance de la ville dans son rôle de nœud ferroviaire, ce qui nécessite la création d'importantes infrastructures et notamment un triage et un dépôt de locomotives.

## Lignes de la Compagnie de l'Est
En plus de la ligne principale Paris-Mulhouse, la Compagnie établira un embranchement vers Morvillars (jonction avec la ligne PLM Montbéliard-Delle), pour relier plus directement la Suisse du nord depuis Paris sans devoir passer par l'Alsace désormais annexée par l'Allemagne. Puis un autre embranchement sera créé vers Giromagny.
Les différentes sections sont mises en service progressivement :
- 15 février 1858 section Belfort-Dannemarie de la ligne de Paris-Est à Mulhouse-Ville ;
- 26 avril 1858 section Vesoul-Belfort de la ligne de Paris-Est à Mulhouse-Ville ;
- 13 août 1877 section Belfort-Morvillars, de la ligne de Belfort à Bienne. La section de Morvillars à la frontière suisse à Delle avait déjà été mise en service par le PLM en 1868 (ligne de Montbéliard à Morvillars et Delle).
- 30 juin 1883 section Evette-Giromagny de la ligne de Bas-Évette à Giromagny ;

## Lignes du PLM
La Compagnie de chemin de fer Paris-Lyon-Méditerranée exploite la ligne Dijon-Dole-Besançon-Belfort qui va faciliter les communications entre le sud de la France et l'Alsace.
Les dates d'ouvertures des trois sections du PLM sont les suivantes :
- 1er juin 1858 section Montbéliard-Belfort de la ligne de Dole-Ville à Belfort ;
- 29 juin 1868 section Montbéliard-Morvillars de la ligne de Montbéliard à Morvillars ;
- 29 juin 1869 section Morvillars-Delle, tronçon intégré ultérieurement à la ligne de Belfort à Bienne.

## Le chemin de fer d'intérêt local

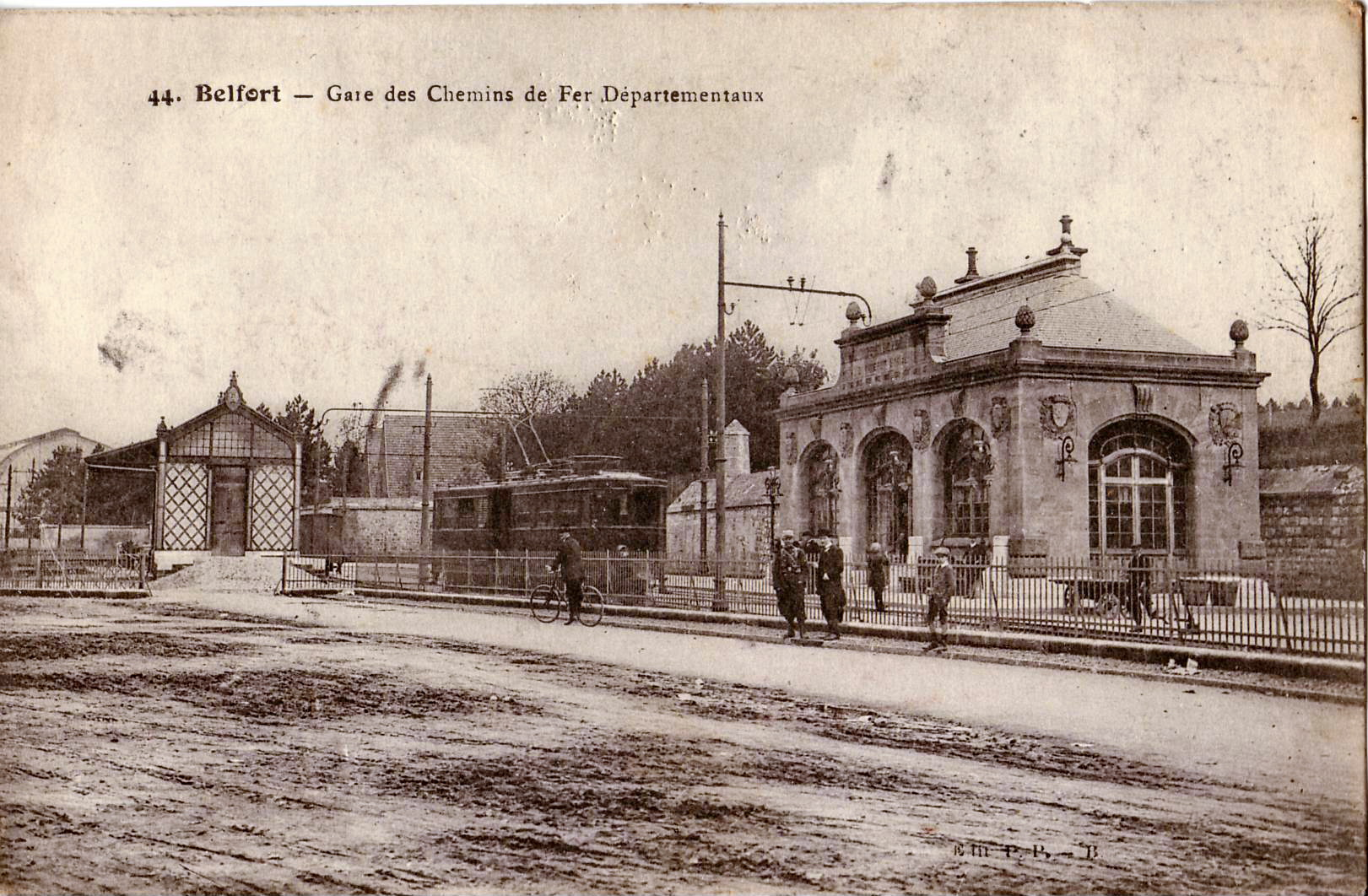
Gare de Belfort du Chemin de fer d'intérêt local, avec une motrice au départ

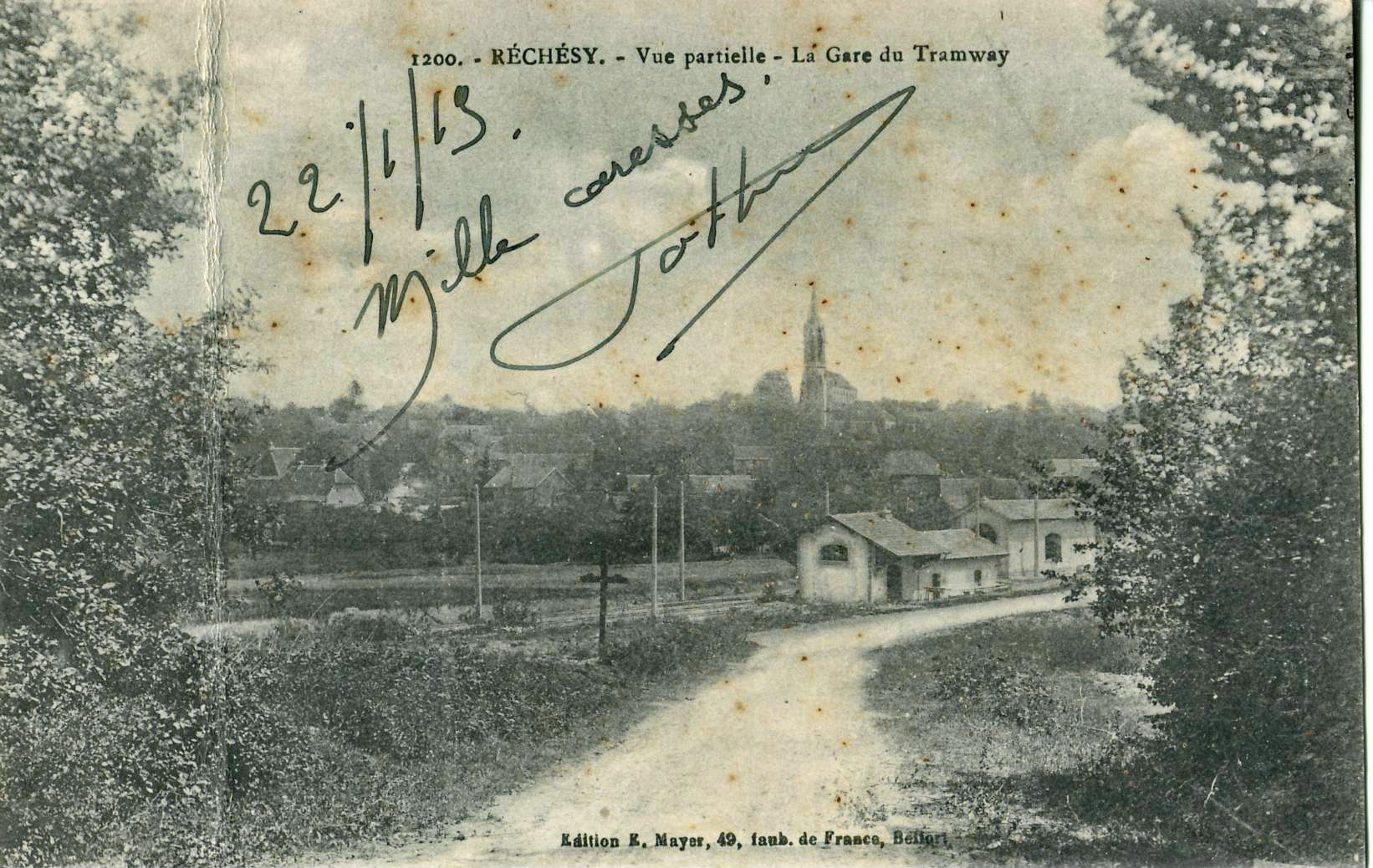
La gare de Réchésy, terminus de la Ligne du sud-est

À la fin du XIXe siècle, le développement des industries locales dans les centres éloignés des principaux axes de communication (grandes routes, canal du Rhône au Rhin, nouvelles voies de chemin de fer) était gêné par l'état du réseau des routes secondaires. L'établissement de lignes à voie normale était trop coûteux, donc non rentable pour la desserte de localités peu importantes. Aussi, c'est un réseau de chemin de fer secondaire, type tramway électrique, avec une voie à écartement métrique, dont le petit gabarit s'intègre aisément aux rues et routes, qui fut choisi par les instances dirigeantes du Territoire de Belfort au début du XXe siècle. 
L'alimentation électrique des motrices était assurée par l'usine électrique de la Société des Houillères de Ronchamp et celle du Refrain située dans le département du Doubs, près de Charquemont. Le tracé est déterminé en fonction de la répartition des industries et de la population, ce qui explique que des localités comme Etueffont, Rougemont ou Lachapelle-sous-Rougemont, où de petites industries étaient alors florissantes, aient été des terminus.
La décision est prise par le Conseil Général en 1906. La déclaration d'utilité publique du projet est publiée dans le JO du 16 novembre 1909. Les études puis les travaux démarrent et dès 1913 le tramway roule sur les voies du CFB (Compagnie des Chemins de fer d'intérêt local du Territoire de Belfort, créée le 26 mars 1913).
Les trois lignes sont mises en service presque en même temps :
- Ligne sud - 16 km, mise en exploitation en 1914. Elle dessert Belfort, Danjoutin, Andelnans, Sévenans, Trétudans, Châtenois-les-Forges puis Nommay, Vieux-Charmont et Sochaux dans le département du Doubs. 
Son exploitation cessa en 1944 (section Belfort - Châtenois) et 1937 (section Châtenois - Sochaux) ;
- Ligne du nord, qui va de Belfort à Menoncourt (Les Errues) où elle se divise en 3 : une branche va vers Étueffont, une autre vers Rougemont-le-Château et la dernière vers Lachapelle-sous-Rougemont — mise en exploitation en 1913 et 1914 pour Lachapelle-sous-Rougemont.
Elle comporte donc 4 sections :
  - Belfort-Les Errues par Offemont, Vétrigne, Roppe, Denney, Eguenigue, Menoncourt, dont l'exploitation cessa en 1948 ;
  - Les Errues - Étueffont par Anjoutey, dont l'exploitation cessa en 1948 ;
  - Les Errues - Rougemont-le-Château par Saint-Germain-le-Châtelet et Romagny-sous-Rougemont (6 km), qui cessa d'être exploitée en 1934 ;
  - Les Errues - Lachapelle-sous-Rougemont par La Grange et Angeot (5 km), qui fut prolongée de 9 km en 1915 par l'armée jusqu'à Sentheim en deux mois de travail. L'exploitation cessa en 1936 (1920 pour le tronçon militaire) ;
- Ligne du sud-est de Belfort à Réchésy - 27 km, mise en service en 1913, et dont l'exploitation cessa en 1932[1], [2].

L'armée, qui pourtant avait été très réticente lors de la conception du projet à cause du risque d'utilisation des lignes convergeant vers Belfort par un envahisseur éventuel, exploita à fond pendant toute la Première Guerre mondiale les lignes Belfort-Réchésy et Belfort-Lachapelle, qu'elle prolongea d'ailleurs jusqu'à Sentheim pour alimenter le front. Elle créa également une ligne de 6 km, entre Le Martinet[Où ?] et Bas-Évette, exploitée en 1918.
Une courte ligne à voie étroite fut également construite pendant le conflit entre la gare de Giromagny et une carrière établie à la limite entre Vescemont et Riervescemont, dans la montagne vosgienne, pour approvisionner le front en matériau d'empierrement des chemins. Il ne subsiste plus de cette ligne qu'un bref remblai et un court tronçon de plate-forme à Giromagny, aux abords de la gare, en rive gauche de la Savoureuse.
Ce réseau eut une extension maximale de 58 km.
Le chemin de fer local est arrivé un peu tard dans le Territoire de Belfort et fut détrôné rapidement par l'automobile, mais sa contribution à l'effort de guerre entre 1914 et 1918 puis au resserrement des temps de trajet entre la Préfecture et les cantons entre les deux guerres a pleinement justifié sa construction.

## Le chemin de fer militaire stratégique

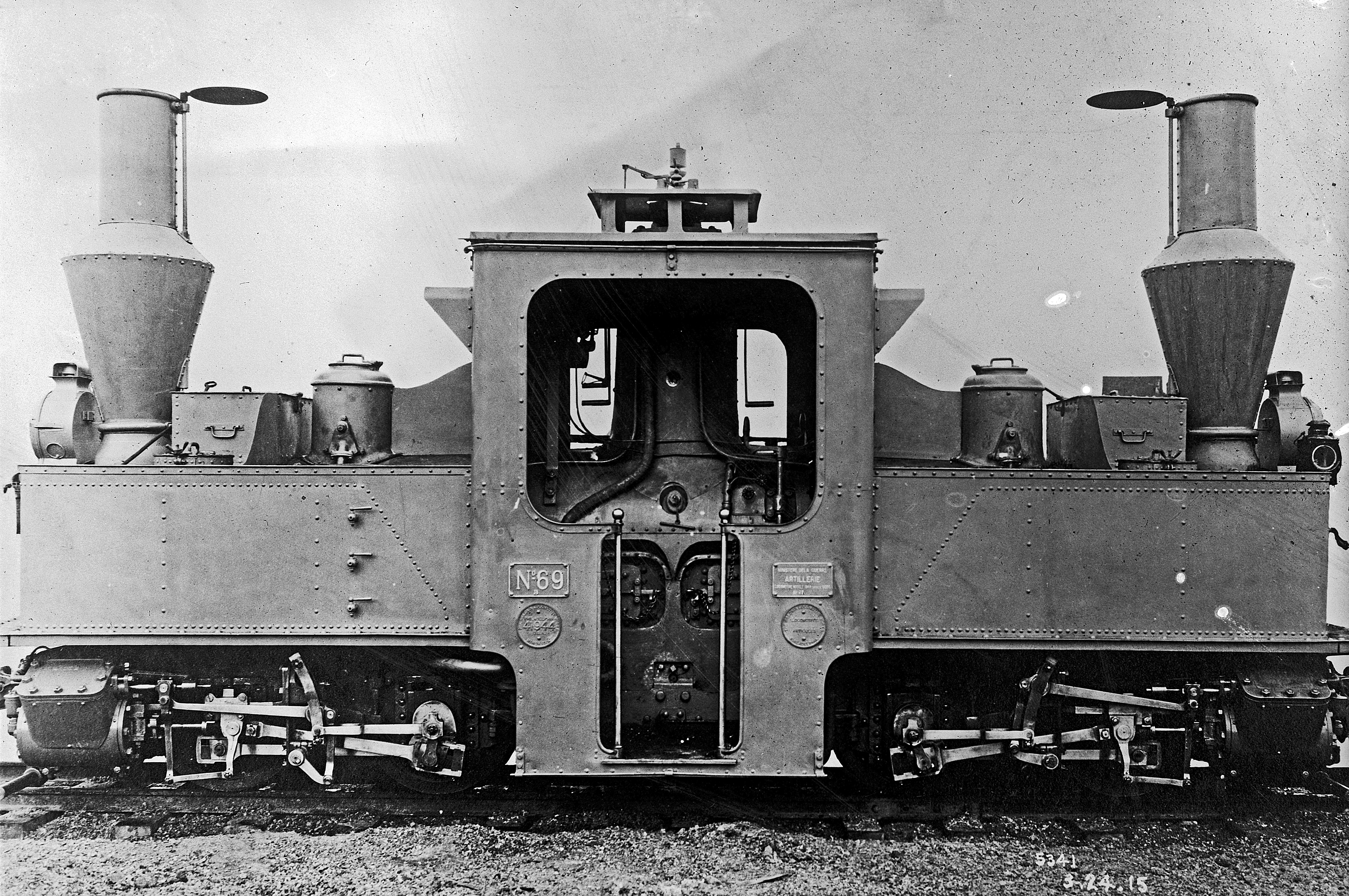
Locomotive système Péchot, comparable à celles ayant circulé sur le Chemin de fer stratégique

La Place fortifiée de Belfort est défendue depuis 1877 par une ceinture de forts occupés en temps de paix. Pour desservir ces ouvrages l'autorité militaire décida la construction d'un chemin de fer stratégique à voie étroite (0,60 m) (système Péchot) dont une partie était permanente et une autre provisoire, les voies Decauville se démontant facilement. La construction dura de 1889 à 1893. Les convois transportaient le matériel, le ravitaillement, les munitions et les hommes entre les différents dépôts et les ouvrages. Une locomotive à vapeur Péchot-Bourdon assurait la traction.
Les principaux forts reliés au réseau étaient les ouvrages de Roppe, Bessoncourt, Vézelois, Meroux, le Bois d'Oye, le Salbert, le fort Hatry, le fort des Hautes Perches, le fort des Basses Perches ainsi que le fort du Mont-Vaudois.
Une grande partie de l'emprise de ce réseau est encore visible en 2013 (reconvertie en chemins communaux ou autres voies locales) et est dénommée localement « le stratégique ». La plupart des ponts sont encore en état et équipés de leurs garde-corps en fer forgé d'origine. À Bavilliers, près du pont par lequel la ligne franchissait le canal de la Haute-Saône, on peut toujours voir deux anciens wagons couverts, reconvertis en abris de jardin.

## Le TGV
La ligne à grande vitesse Rhin-Rhône a été mise en service le 11 décembre 2011. La gare de Belfort - Montbéliard TGV, située dans les communes de Moval et  Meroux, dessert l'agglomération de l'Aire urbaine et la Suisse voisine. Les travaux ont débuté en 2006 pour la ligne et en 2007 pour la gare. Un viaduc important permet à la ligne de franchir la vallée de la Savoureuse à Andelnans.
La remise en service de la ligne ferroviaire de Belfort à Delle est effective depuis 2018, pour assurer une desserte ferroviaire classique de la gare TGV tant depuis Belfort que depuis la Suisse.